# Léopoldo Francès
Léopoldo Francès est un acteur français, qui avant de tourner quelques films en France dans les années 1950, commence sa carrière au Mexique. Il la termine dans des productions internationales.

## Filmographie
- 1948 : Humo en los ojos de Alberto Gout
- 1948 : Cortesana de Alberto Gout
- 1953 : Tourments de Jacques Daniel-Norman
- 1954 : Le Mouton à cinq pattes de Henri Verneuil - Le métis qui joue au poker
- 1954 : La Soupe à la grimace de Jean Sacha - Le noir
- 1954 : Ali Baba et les quarante voleurs de Jacques Becker
- 1955 : Fortune carrée de Bernard Borderie - Abdi
- 1955 : Razzia sur la chnouf de Henri Decoin - Un trafiquant de drogue
- 1955 : Port du désir de Edmond T. Gréville - Baba, le policier
- 1956 : Et Dieu… créa la femme de Roger Vadim - Le danseur
- 1957 : Le Grand Bluff de Patrice Dally
- 1957 : Escapade de Ralph Habib
- 1959 : Du rififi chez les femmes de Alex Joffé
- 1959 : Marie des Isles de Georges Combret
- 1972 : L'Île au trésor de John Hough - Un pirate
- 1975 : Novios de la muerte de Rafael Gil
- 1977 : El puente de Juan Antonio Bardem - Argelino
- 1979 : Guyana, la secte de l'enfer de René Cardona Jr
- 1979 : El futbolista fenomeno de Fernando Cortès
- 1983 : Barbe d'or et les Pirates de Mel Damski - Helmsman
- 1985 : Le Jeu du faucon de John Schlesinger - Le diplomate Nigérian
- 1986 : Tout va trop bien  de Jim Kouf